# Gerard Boersma

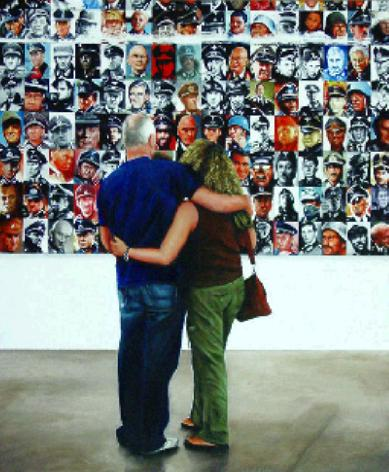
Conqueror, acryl op paneel, 44 × 39,5 cm 2009

Gerard Boersma (* 1. August 1976 in Harlingen, Niederlande) ist ein niederländischer Maler. Er ist mit dem Maler Jopie Huisman verwandt.
Seine Stilrichtung ist der Hyperrealismus. Seine Sujets können Gegenstände wie Schuhe sein oder auch Personen, die vor Bildern stehen. Daneben malt er Personen in Alltagssituationen wie einen afroamerikanischen Mann bei seiner Mittagspause in der Bibliothek (Lunch Break). Er ist sowohl in den USA als auch in Europa tätig. Seine Werke finden vor allem beim niederländischen Publikum Anklang. 